# Flin
Flin ist eine französische Gemeinde mit 385 Einwohnern (Stand 1. Januar 2022) im Département Meurthe-et-Moselle in der Region Grand Est (vor 2016 Lothringen). Sie gehört zum Arrondissement Lunéville und zum Kanton Baccarat. Die Einwohner nennen sich Flinois(es).

## Geografie
Die Gemeinde liegt etwa 41 Kilometer südöstlich von Nancy im Süden des Départements Meurthe-et-Moselle. Nachbargemeinden sind Buriville im Nordosten, Azerailles im Osten, Glonville im Südosten, Fontenoy-la-Joûte im Süden, Moyen im Südwesten, Vathiménil im Westen sowie Chenevières im Nordwesten. Die Gemeinde besteht aus den Dörfern Flin und Ménil-Flin, dem Weiler Mervaville sowie Einzelgehöften. Der Fluss Meurthe durchquert Flin und bildet streckenweise die Gemeindegrenze. Weite Teile der Gemeinde sind bewaldet.

## Geschichte
Der Ort wird 1147 als Fluns in einem Dokument erwähnt. In den Religionskriegen und im Dreißigjährigen Krieg wurden die Ortsteile schwer verwüstet. Die Abtei und das Dorf Mervaville wurden nicht mehr aufgebaut. Weitere Zerstörungen gab es 1944 bei der Rückeroberung der Gemeinde von Nazi-Deutschland. Flin gehörte historisch zum Herzogtum Lothringen, das 1766 an Frankreich fiel. Bis zur Französischen Revolution lag die Gemeinde dann im Grand-gouvernement de Lorraine-et-Barrois. Von 1793 bis 1801 war die Gemeinde dem Distrikt Lunéville und dem Kanton Aizerailles zugeteilt. Von 1801 bis 1926 war sie Teil des Kantons Gerbéviller und seit 1926 des Kantons Baccarat. Seit 1801 ist Flin zudem dem Arrondissement Lunéville zugeordnet. Die Gemeinde lag bis 1871 im alten Département Meurt(h)e. Seither bildet sie einen Teil des Départements Meurthe-et-Moselle.

## Bevölkerungsentwicklung
| Jahr                       | 1962 | 1968 | 1975 | 1982 | 1990 | 1999 | 2007 | 2019 |
| Einwohner                  | 422  | 425  | 369  | 333  | 343  | 374  | 371  | 382  |
| Quellen: Cassini und INSEE |      |      |      |      |      |      |      |      |

## Verkehr
Flin liegt an der Bahnstrecke von Lunéville nach Saint-Dié-des-Vosges und hat einen eigenen Bahnhof (Ménil-Flin). Durch die Gemeinde führt die N59, jedoch ohne direkten Anschluss. Für den regionalen Verkehr ist die D151 wichtig, die durch das Dorf führt.

## Sehenswürdigkeiten
- Dorfkirche Saint-Martin aus dem 12. und 13. Jahrhundert
- Kapelle Notre-Dame de Mervaville aus dem 17. Jahrhundert in Ménil-Flin
- alte Häuser mit sehenswerten Türportalen
- Denkmal und Gedenkplatte für die Gefallenen[2][3]
- Kreuz auf dem Dorffriedhof
- mehrere Brunnen
- Mühle aus dem 19. Jahrhundert

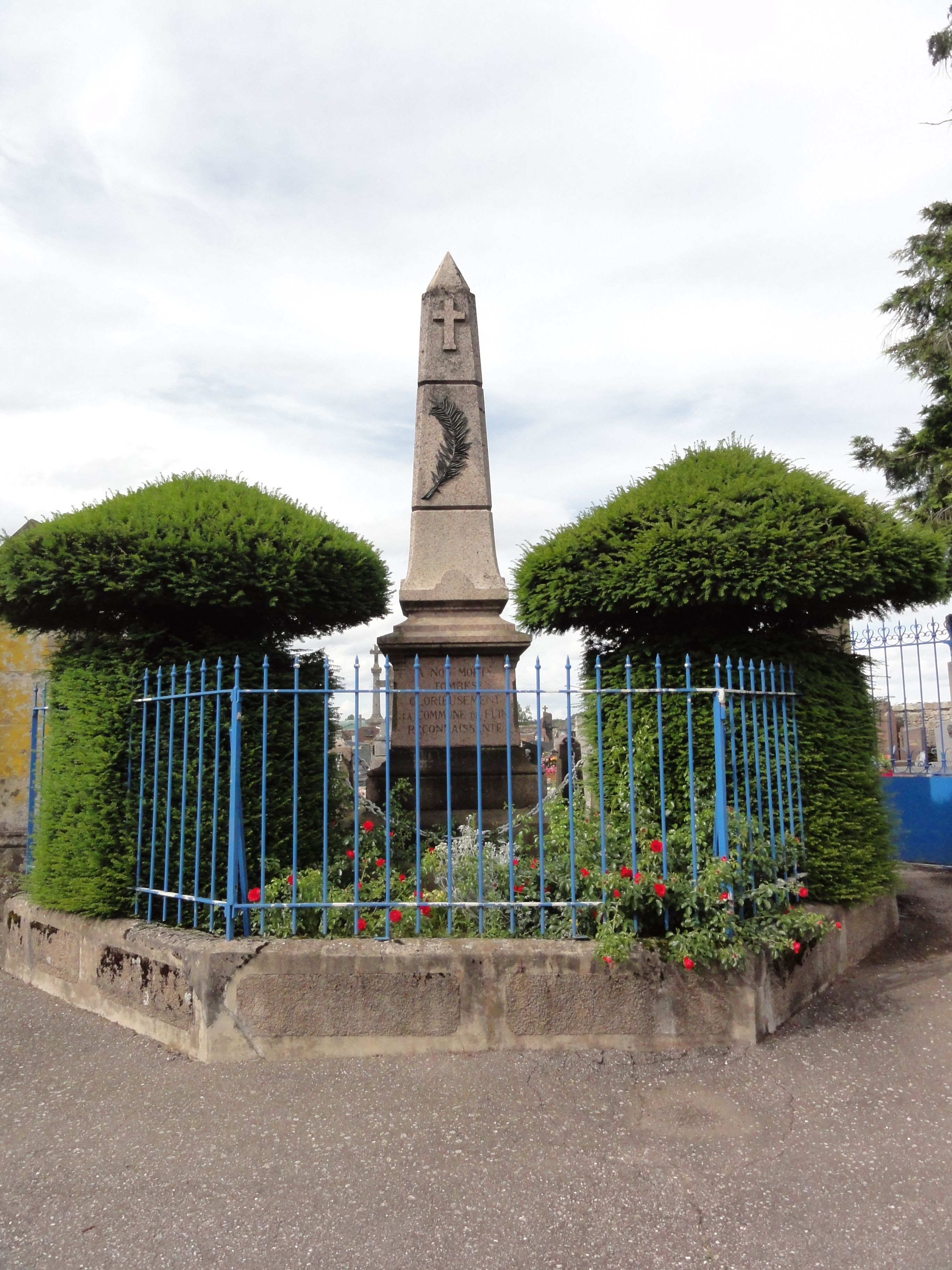
Denkmal für die Gefallenen
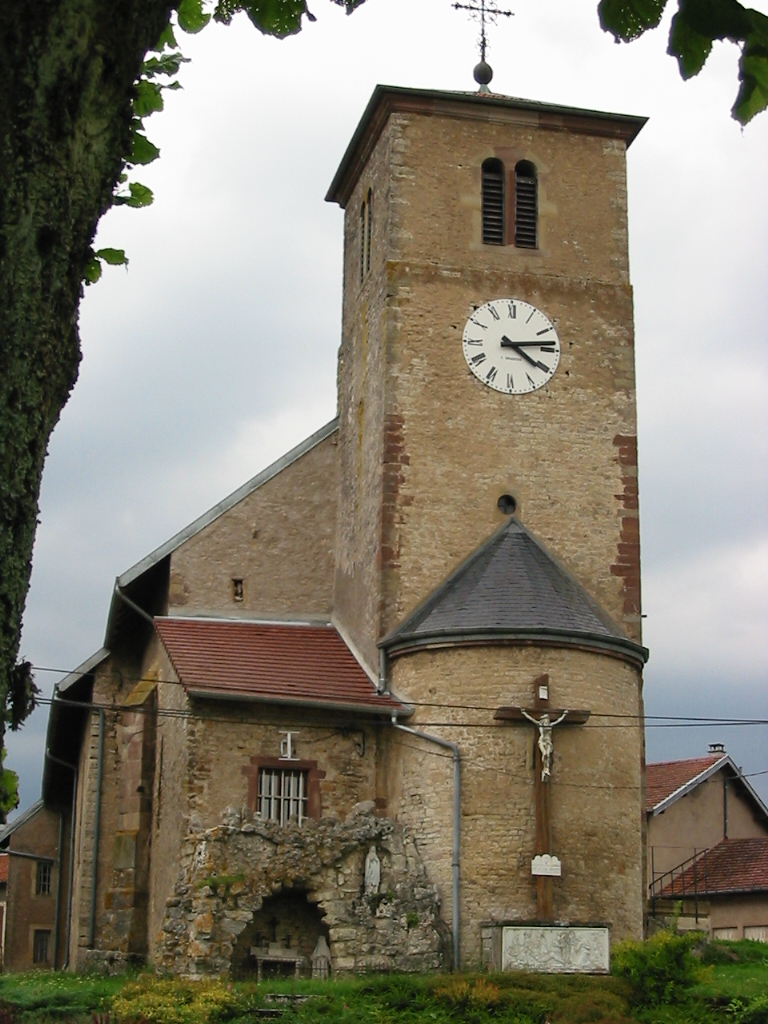
Dorfkirche Saint-Martin
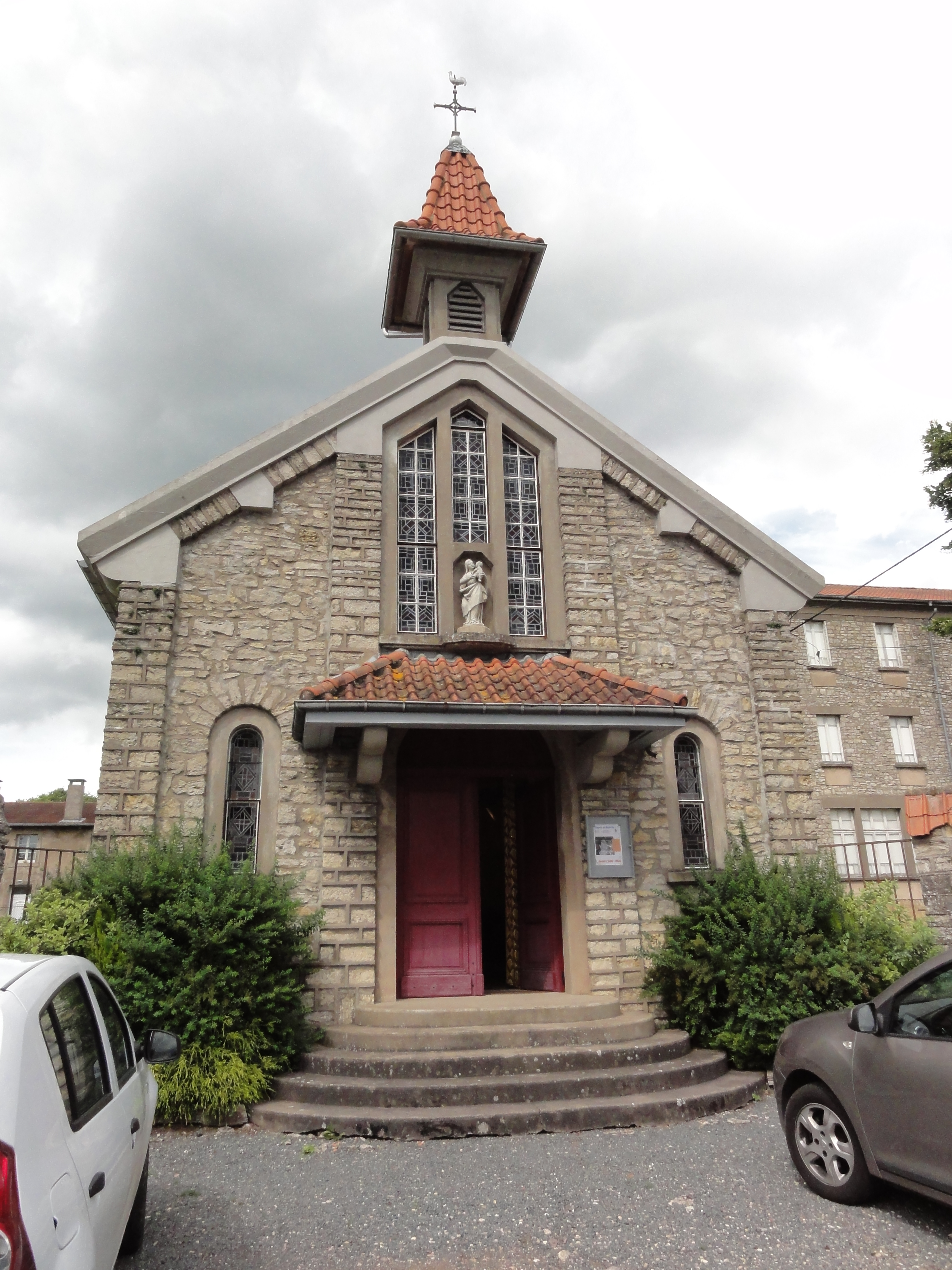
Kapelle Notre-Dame de Mervaville
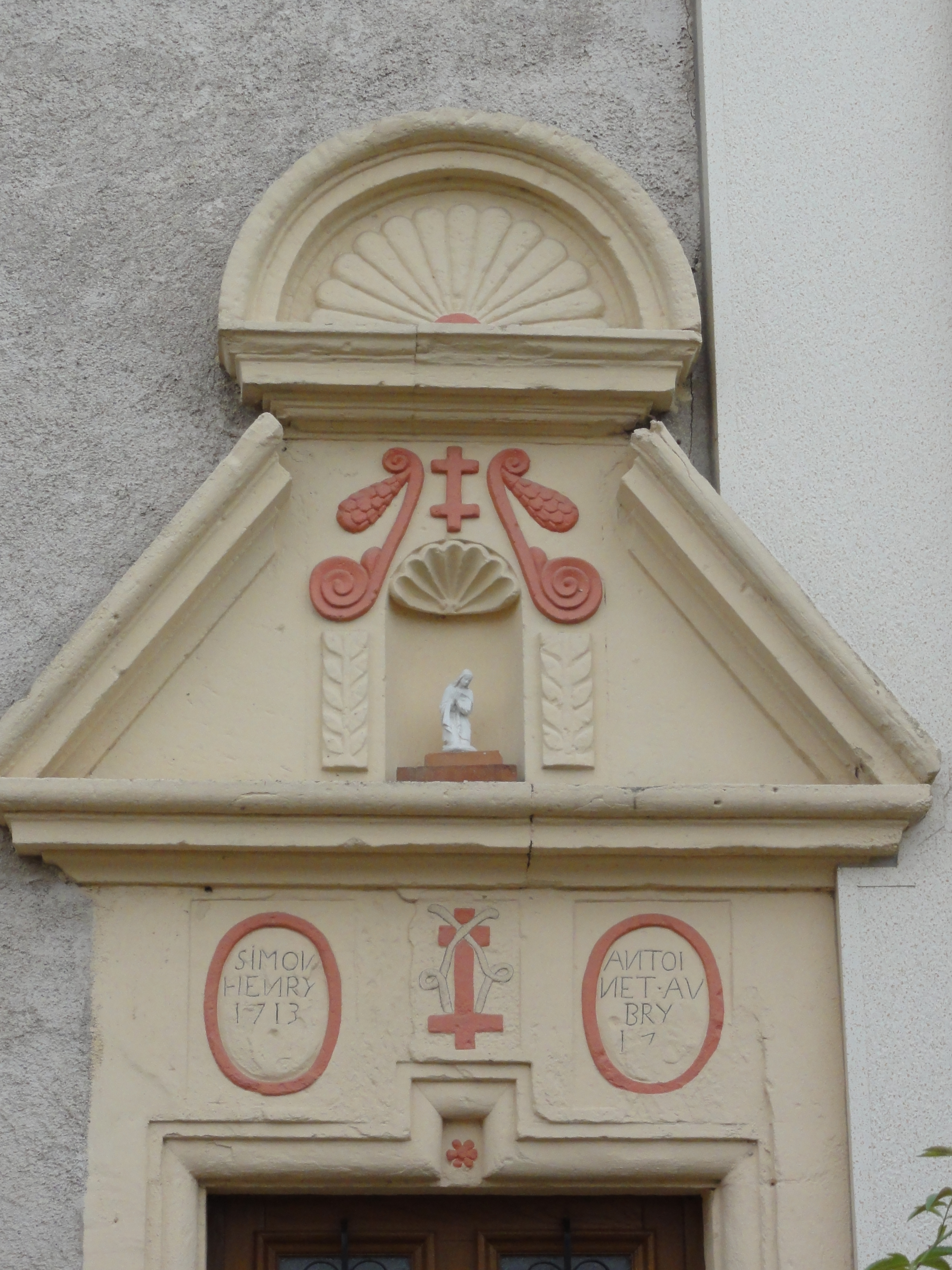
Teilansicht eines Portals
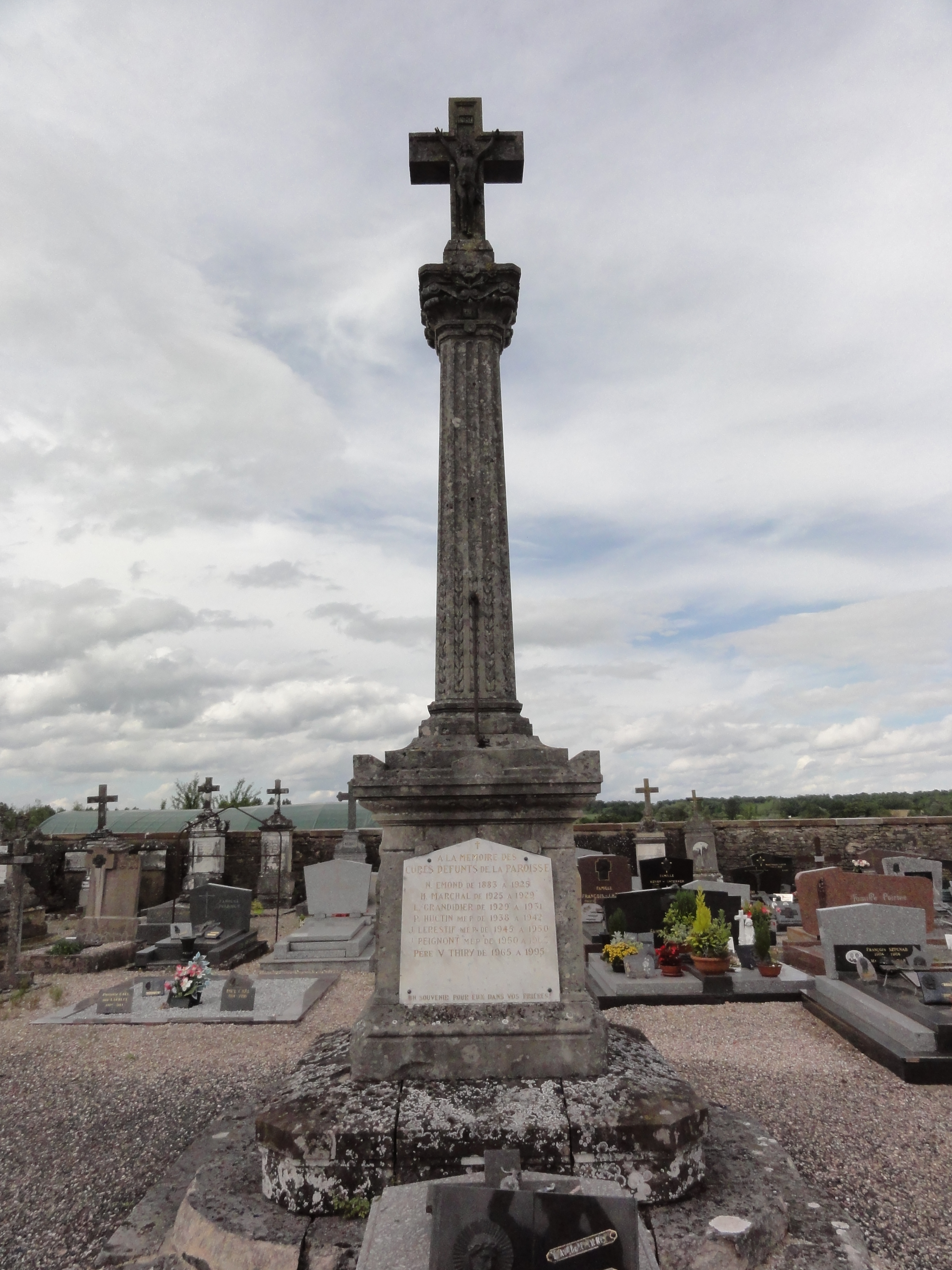
Kreuz auf dem Dorffriedhof
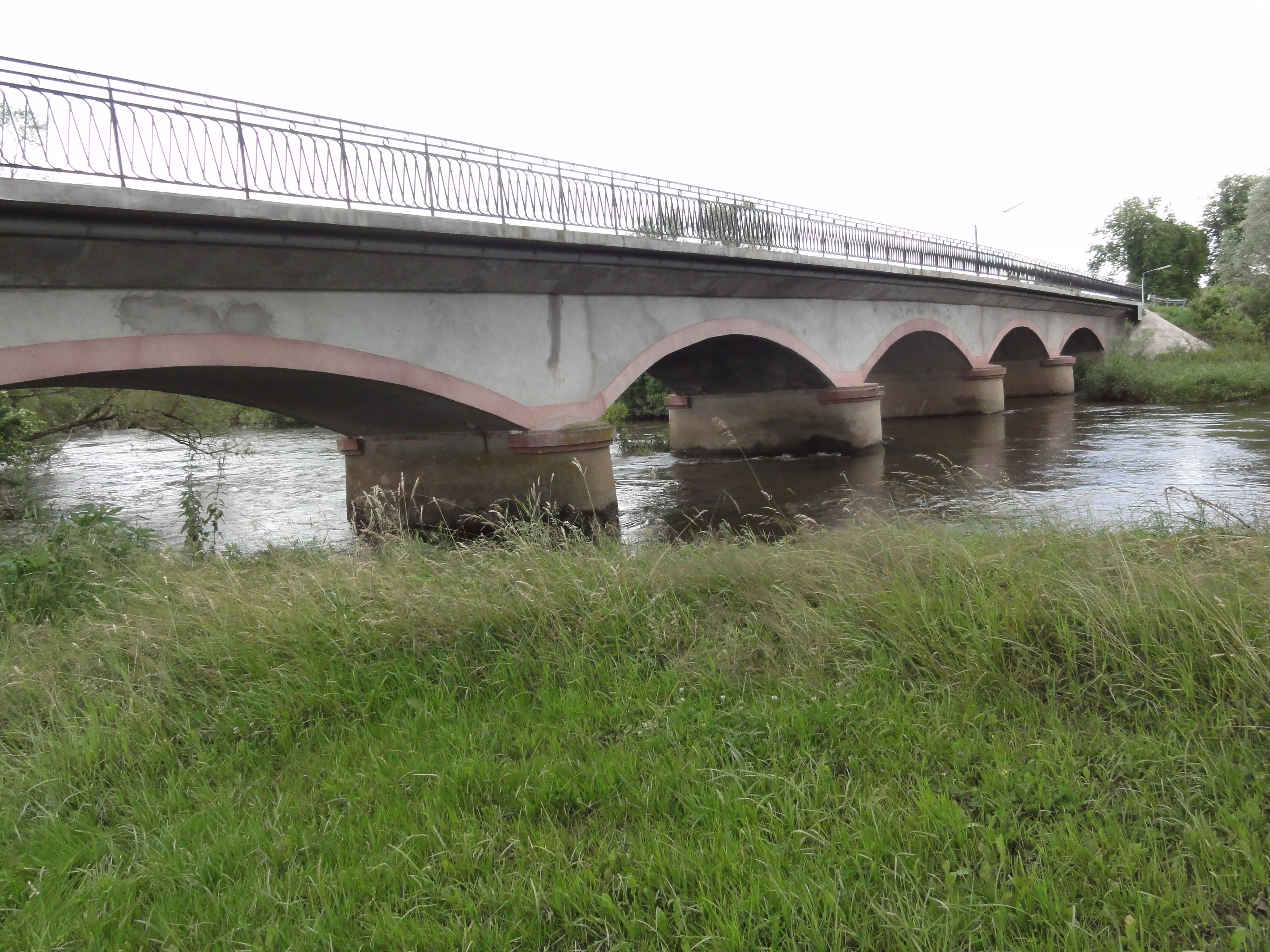
Brücke über die Meurthe
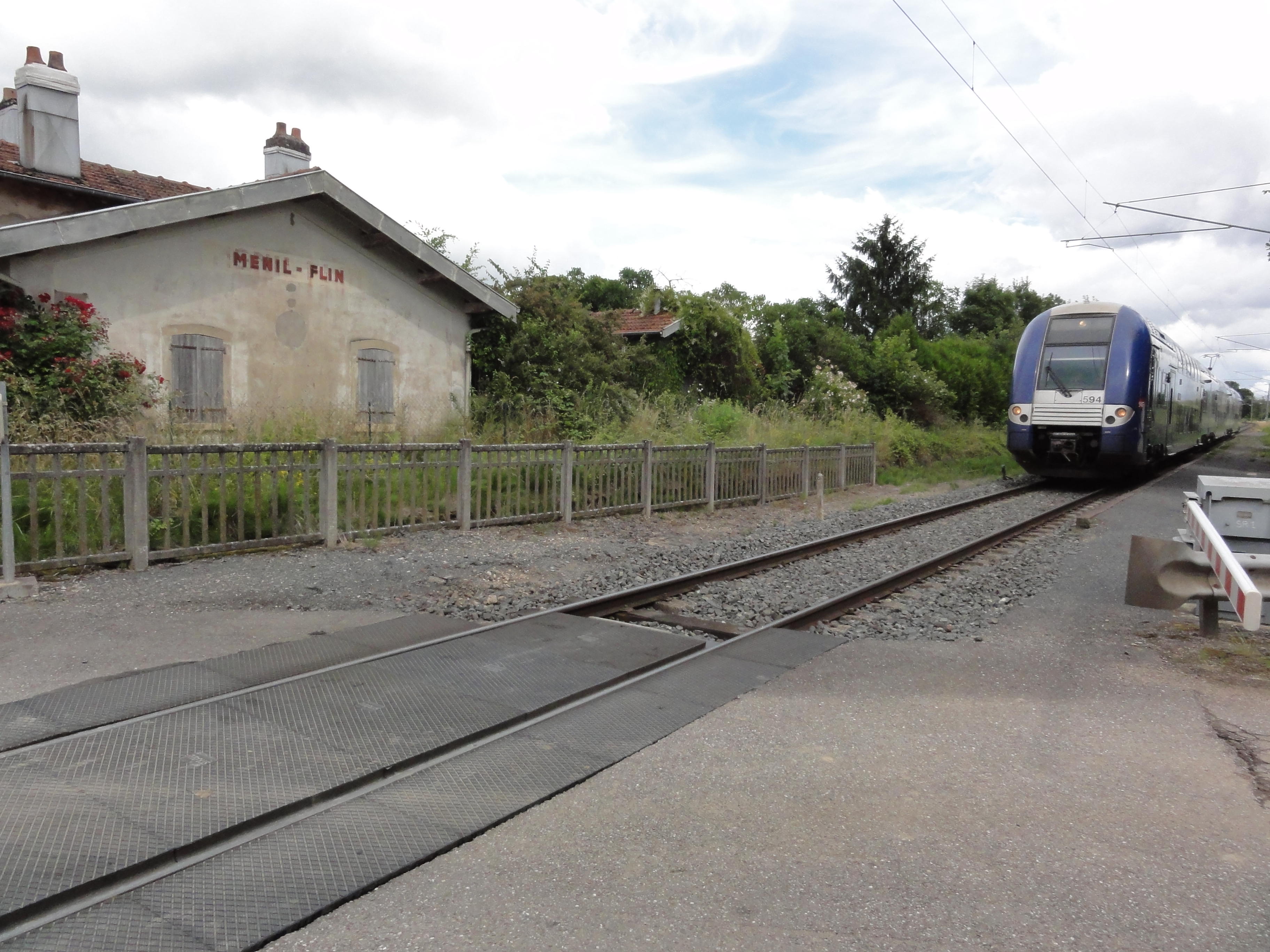
Bahnhof von Flin